# Epidendrum deltoglossum
Epidendrum deltoglossum là một loài thực vật có hoa trong họ Lan. Loài này được Garay & Dunst. mô tả khoa học đầu tiên năm 1966.